# Consuelo en domingo
Consuelo en domingo es el álbum debut de la banda mexicana Enjambre. Se compone de once canciones originales del cual se extrajeron sencillos como «Biografía» publicado el 8 de marzo de 2005. Fue distribuido por Universal Music México.Salió a la venta en marzo de 2005 en formato físico y digital en México.Se trata de un álbum que incluye una narrativa de fondo. Relata la historia de domingo y Consuelo —protagonistas del disco—, entre otros personajes. Cada canción presenta una situación dentro de esta trama, que se detalla en el folleto del álbum.Recibieron una nominación en los Premios Lo Nuestro de 2006 por mejor álbum compitiendo con artistas como Andrea Echeverri, Molotov, La Secta All Star y Circo.

## Recepción
Judas Fermi de Rate Your Music le dio una puntuación de 4.5 sobre 5 estrellas, diciendo; «El álbum debut de Enjambre tiene un sonido que difiere bastante del empleado en los posteriores lanzamientos. Aquí no hay influencia de las baladas románticas de antaño, más bien se encuentra el sonido de las bandas de rock de principios de la década del 2000».En cuanto al sonido señaló: «Podemos encontrar baterías con doble bombo bastante técnico y distorsiones pesadas en unas guitarras que bien podrían estar en una banda de metal».

## Lista de canciones
| Lista de canciones |                            |                                 |          |  |
| N.º                | Título                     | Escritor(es)                    | Duración |  |
| 1.                 | «Extraviados»              | Rafael • Luis • Nicolás • Osamu | 5:39     |  |
| 2.                 | «Biografía»                | Rafael • Luis • Nicolás • Osamu | 2:56     |  |
| 3.                 | «Momento»                  | Rafael • Luis • Nicolás • Osamu | 2:48     |  |
| 4.                 | «Grave edad»               | Rafael • Luis • Nicolás • Osamu | 3:25     |  |
| 5.                 | «Atentado»                 | Rafael • Luis • Nicolás • Osamu | 2:46     |  |
| 6.                 | «El hombre del mañana»     | Rafael • Luis • Nicolás • Osamu | 4:12     |  |
| 7.                 | «El beso del payaso»       | Rafael • Luis • Nicolás • Osamu | 4:18     |  |
| 8.                 | «Gente de juguete»         | Rafael • Luis • Nicolás • Osamu | 5:04     |  |
| 9.                 | «Ojos tristes»             | Rafael • Luis • Nicolás • Osamu | 5:25     |  |
| 10.                | «Mujer en la caja»         | Rafael • Luis • Nicolás • Osamu | 4:04     |  |
| 11.                | «Disfraz de carne y hueso» | Rafael • Luis • Nicolás • Osamu | 10:10    |  |
| 51:00              |                            |                                 |          |  |

## Nominaciones
| Año  | Entrega    | Categoría     | Nominación          | Resultado | Ref.  |
| ---- | ---------- | ------------- | ------------------- | --------- | ----- |
| 2006 | Lo Nuestro | Álbum del año | Consuelo en domingo | Nominado  | [ 5 ] |

## Historial de lanzamiento
| País   | Fecha              | Formato(s)            | Sello                  | Ref.  |
| ------ | ------------------ | --------------------- | ---------------------- | ----- |
| México | 8 de marzo de 2005 | CD + Descarga digital | Universal Music México | [ 7 ] |